# Tiền

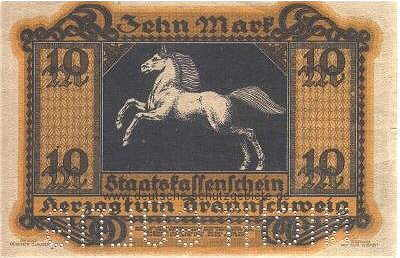
Tiền giấy của Công quốc Braunschweig

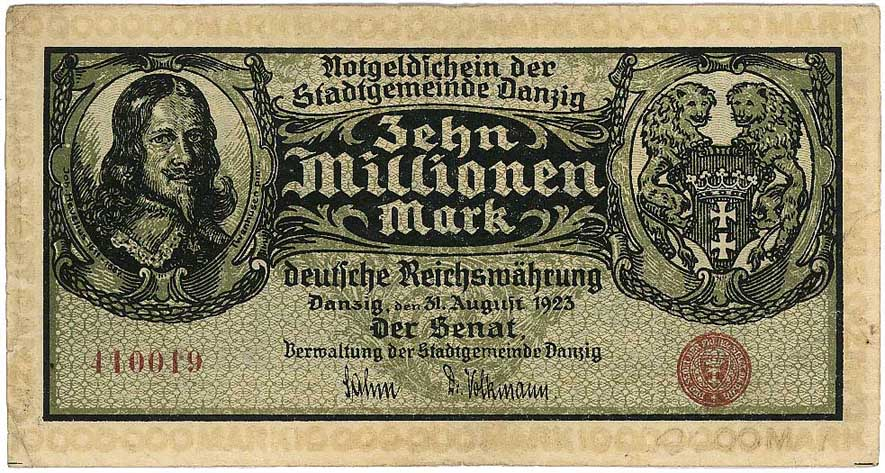
Tiền giấy 10.000.000 Mark của thành phố Danzig (1923)

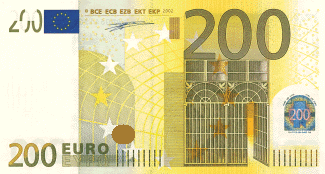
Tờ tiền 200 Euro

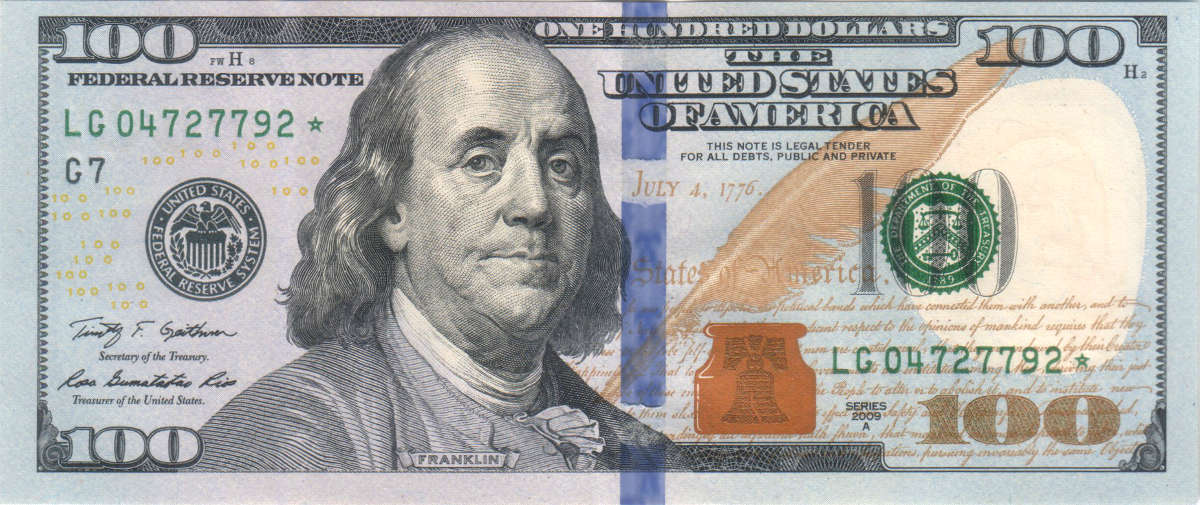
Tờ tiền 100 đô la Mỹ

Tiền là công cụ để trao đổi hàng hóa và dịch vụ. Tiền được mọi người chấp nhận sử dụng, thường là do Nhà nước phát hành và bảo đảm giá trị bởi các tài sản khác như vàng, kim loại quý, trái phiếu, ngoại tệ...
Tiền thường được nghiên cứu trong các lý thuyết về kinh tế cũng như trong triết học và xã hội học.

## Định nghĩa
Tiền ra đời từ nhu cầu kinh tế thực tế của con người. khi nền sản xuất đạt đến một trình độ nhất định và con người có thể tự do đi lại, thay vì phải chuẩn bị hành lý cồng kềnh cho chuyến đi dài ngày, một lượng nhỏ kim loại quý hoặc tiền có thể được sử dụng thay thế.
Luật pháp yêu cầu mọi người chấp nhận rằng tiền là một phương tiện dùng để thanh toán. Trong kinh tế học, người ta có nhiều khái niệm về tiền:
- Tiền mặt: Là tiền dưới dạng tiền giấy và tiền kim loại (hiện kim), có thể bao gồm tiền mã hóa theo định nghĩa của từng quốc gia.
- Tiền gửi ngân hàng: Là tiền mà các doanh nghiệp và cá nhân gửi vào ngân hàng thương mại nhằm mục đích phục vụ các thanh toán không dùng tiền mặt. Chúng có thể dễ dàng chuyển thành tiền mặt.
- Những tài sản có thể dễ dàng chuyển thành tiền: Trái phiếu, kỳ phiếu, hối phiếu, tiền tiết kiệm, ngoại tệ

## Sự hình thành
Tiền là một phương tiện trao đổi đa năng để đơn giản hóa các hoạt động thương mại. Trong khi trước kia tiền thường là các phương tiện trao đổi có giá trị thực (ví dụ như đồng tiền bằng vàng) thì tiền ngày nay thường được làm từ vật liệu mà chính nó không có giá trị (tiền giấy).
Trong trao đổi quốc tế người ta gọi các đơn vị tiền khác nhau là tiền tệ. Giá trị của tiền hình thành từ trị giá đối ứng mà tiền đại diện.
Ngày xưa vàng và bạc là các vật bảo đảm giá trị của tiền tại châu Âu. Ngày nay việc này không còn thông dụng nữa và tiền là tượng trưng cho giá trị của hàng hóa mà người ta có thể mua được. Chính vì thế mà khi đưa thêm tiền giấy hay tiền kim loại vào sử dụng thì tổng giá trị của tiền lưu thông trong một nền kinh tế không được nâng cao thêm mà chỉ dẫn đến lạm phát.

### Tiền kim loại

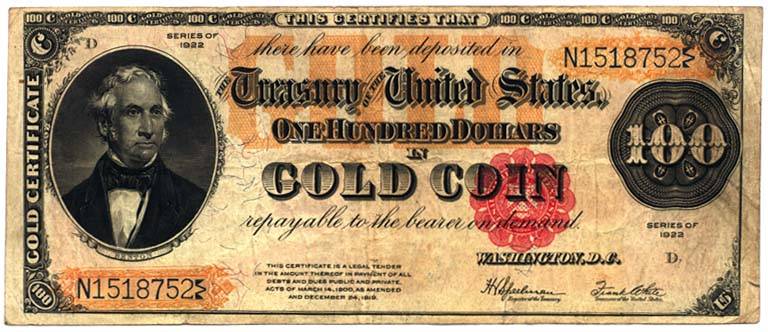
Chứng phiếu vàng của chính phủ Hoa Kỳ (1922)